# Boris Savinkov
Boris Viktorovič Savinkov (rusky Борис Викторович Савинков, 19. lednajul./ 31. ledna 1879greg., Charkov, Ruské impérium – 7. května 1925, Moskva, SSSR) byl ruský spisovatel, revolucionář, člen strany socialistů-revolucionářů a terorista. Jako člen bojové frakce eserů byl zodpovědný za smrt vládních i vojenských představitelů na počátku 20. století.

## Životopis

### Mládí
Narodil se v Charkově soudci polského původu. V roce 1897 studoval práva na Petrohradské univerzitě, kde byl jeho spolužákem jeho budoucí kolega Ivan Kaljajev. Roku 1899 však byl z univerzity vyhnán pro výtržnost. Odešel proto do Německa a studoval v Berlíně a Heidelbergu.
Roku 1898 se stal členem různých socialistických organizací. V roce 1901 byl zatčen a poslán do Vologdy. Po propuštění se setkal s ruskými intelektuály Nikolajem Berďajevem a Anatolijem Lunačarským. Postupem času ho však ideály marxismu opouštěly a začal se zabývat myšlenkou terorismu. V roce 1903 Savinkov vstoupil do strany socialistů-revolucionářů, kde se sblížil s Jevno Azefem.

### Socialistický revolucionář
Jakožto terorista byl odpovědný za vraždy ministra vnitra Vjačeslava von Pleveho, popa Georgije Gapona a carova strýce velkovévody Sergeje Alexandroviče. Roku 1906 byl za tyto vraždy odsouzen k trestu smrti. Před popravou se mu však podařilo utéct z vězení v Oděse a nalézt útočiště v exilu.

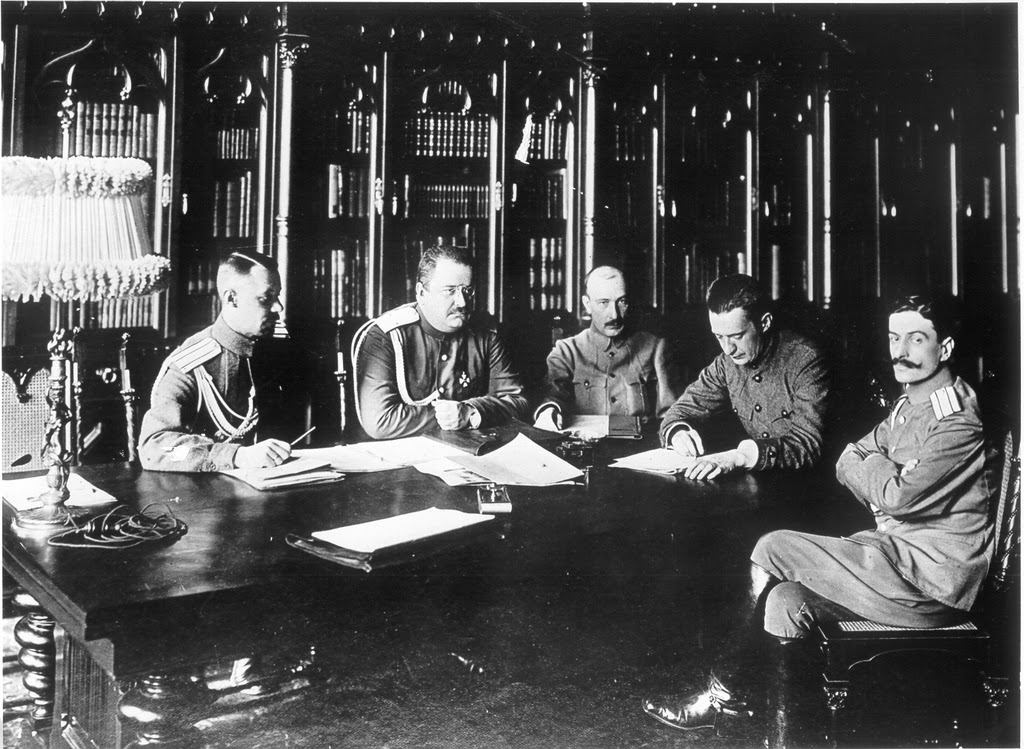
Zasedání ministerstva války v srpnu 1917. Zleva doprava: Baranovskij, Jakubovič, Savinkov, Kerenskij a Tumanov.

V první světové válce bojoval jako dobrovolník ve francouzské armádě. Do Ruska se vrátil v dubnu roku 1917, několik měsíců po vypuknutí únorové revoluce. Tentýž rok v červenci se Savinkov stal náměstkem ministra války. Tehdy se setkal s předsedou Národní rady československé profesorem T. G. Masarykem, který dlel na Rusi od 15. května 1917 do 7. března 1918 (kdy se vydal na strastiplnou cestu lazaretním vlakem přes Sibiř do Vladivostoku), v otázce ustavování československých legií. Dále s Masarykem jednal o možném atentátu na V. I. Lenina, k čemuž měl získat finance z fondu Československé národní rady. Není jasné, zda Masaryk peníze skutečně zprostředkoval, ale poukazuje to na jeho ochotu jít tvrdě za svými cíli, které pokládal za správné a morální. V srpnu však Savinkov odstoupil ze svého postu a byl vyhnán ze strany socialistů-revolucionářů. Důvodem bylo, že byl zapleten do spiknutí generála Kornilova. Po říjnové revoluci bojoval jako kontrarevolucionář.

### Vyhnanec
Roku 1920 odešel do Polska, kde se spřátelil s maršálem Józefem Piłsudským a pomáhal mu při Sovětsko-polské válce.
V té době se poznal s Winstonem Churchillem. Ve své knize Velcí současníci o Savinkovovi psal: „Ten muž má vědomosti státníka, vlastnosti velitele, odvahu hrdiny a trpělivost mučedníka. Celý svůj život strávil spiklenectvím.“ S britským agentem Sidneym Reillym se Savinkov dohodl na svrhnutí sovětské vlády. Chtěl využít chaosu vzniklém po Leninově smrti.

### Smrt
Roku 1924 se vrátil do Sovětského svazu. Zabydlel se v Minsku, kde však byl poznán, chycen a zatčen. Nejvyšší soud SSSR ho odsoudil k trestu smrti, nakonec byl však jeho trest zmírněn na 10 let vězení. Ve vězení psal satirické příběhy o bělogvardějcích a měl povoleno je publikovat.
Dne 7. května 1925 byl ve vězení zavražděn pracovníky OGPU (byl vyhozen ze 4. patra). Dodnes panuje chybný názor, jenž šířila sovětská propaganda, že spáchal sebevraždu.

## Literární dílo

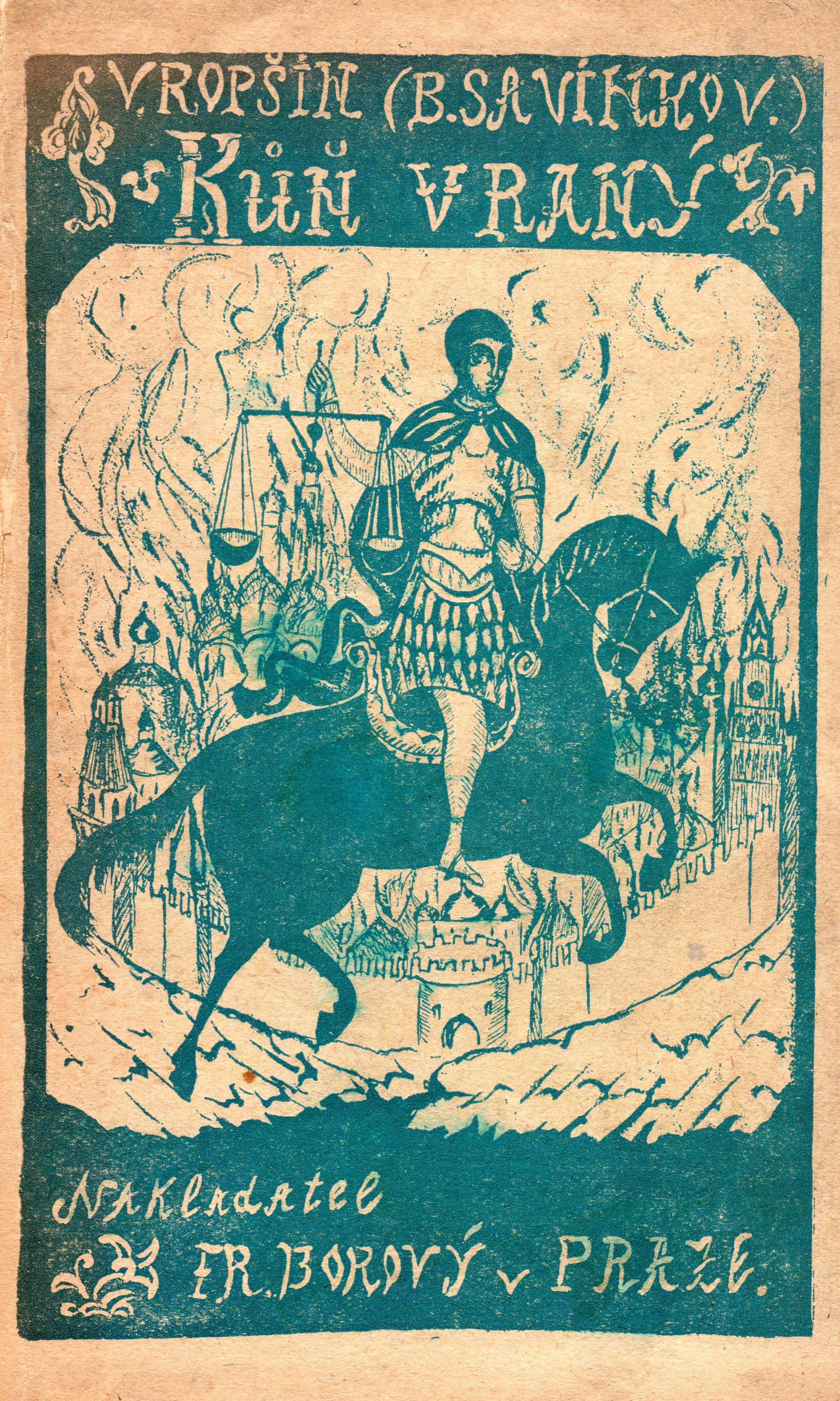
obálka knihy Kůň vraný, 1923

Pod pseudonymem V. Ropšin napsal v roce 1909 povídku Kůň bílý, (rusky Конь бледный), v níž popisuje své zážitky z proticarských teroristických akcí. (Česky vyšlo 1910, přeložil Stanislav Minařík.)
Další povídka, nazvaná v českém překladu Kůň vraný (v ruském originále Конь вороной), popisuje protibolševické akce po roce 1917. Rusky vyšlo 1923, v češtině vydal knihu roku 1924 František Borový, pod vlastním jménem i pseudonymem autora (V. Ropšin/B. Savinkov). Do češtiny přeložil Dr. František Šifter.
Na motivy knihy Kůň bílý byl roku 2004 natočen film Jezdec jménem smrt, kde jej má zpodobňovat Žorž.